# Cyphia georgica
Cyphia georgica är en klockväxtart som beskrevs av Franz Elfried Wimmer. Cyphia georgica ingår i släktet Cyphia, och familjen klockväxter. Inga underarter finns listade i Catalogue of Life.